# Ulica Katedralna w Tarnowie
Ulica Katedralna − ulica na tarnowskim Starym Mieście prowadząca od północno-zachodniego narożnika Rynku na zachód do nieistniejącej już Bramy Krakowskiej. Z ulicą bezpośrednio sąsiaduje Plac Kazimierza Wielkiego z pomnikiem Adama Mickiewicza oraz Plac Katedralny z Bazyliką katedralną. W budynku nr 2 w latach 1922−1931 mieszkał Jan Bielatowicz.
Nazwa ulicy była używana od XVIII w. Zmieniona została w okresie PRL. Wówczas ulica upamiętniała nazwą działacza socjalistycznego Walerego Wróblewskiego. Po przemianach 1989 powrócono do dawnej nazwy.